# Abasto

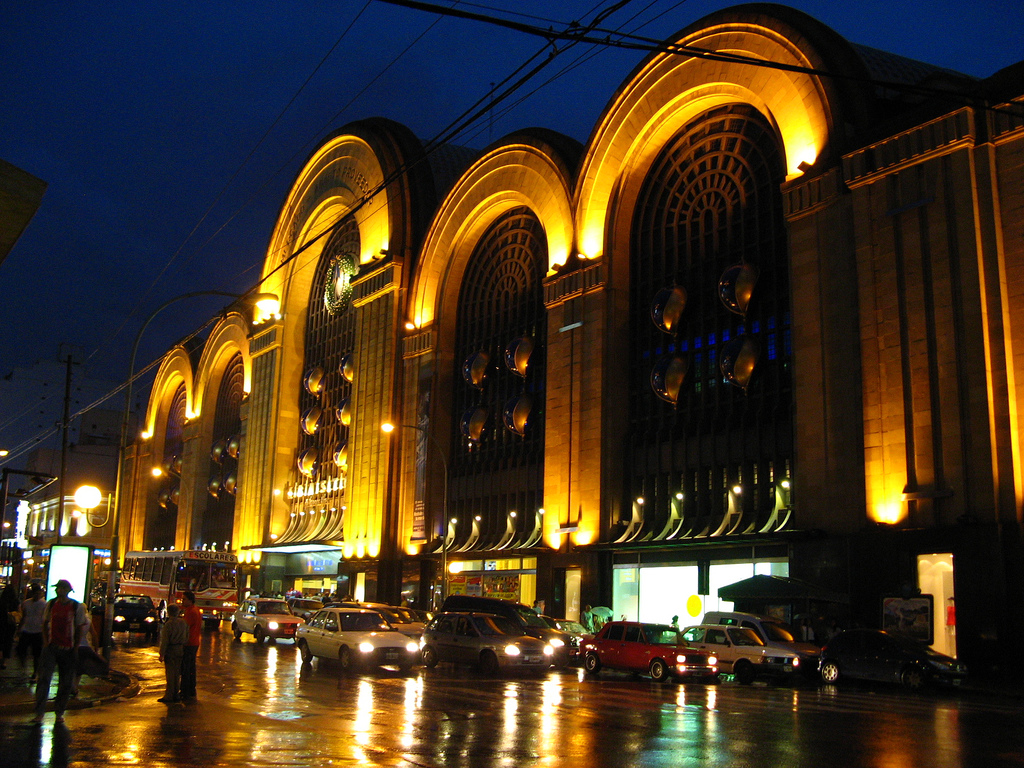
Abasto Shopping Center

Abasto é um bairro de Buenos Aires, onde em 1893 surgiu o Mercado de Abasto, para , como o nome sugere, prover o abastecimento da cidade.

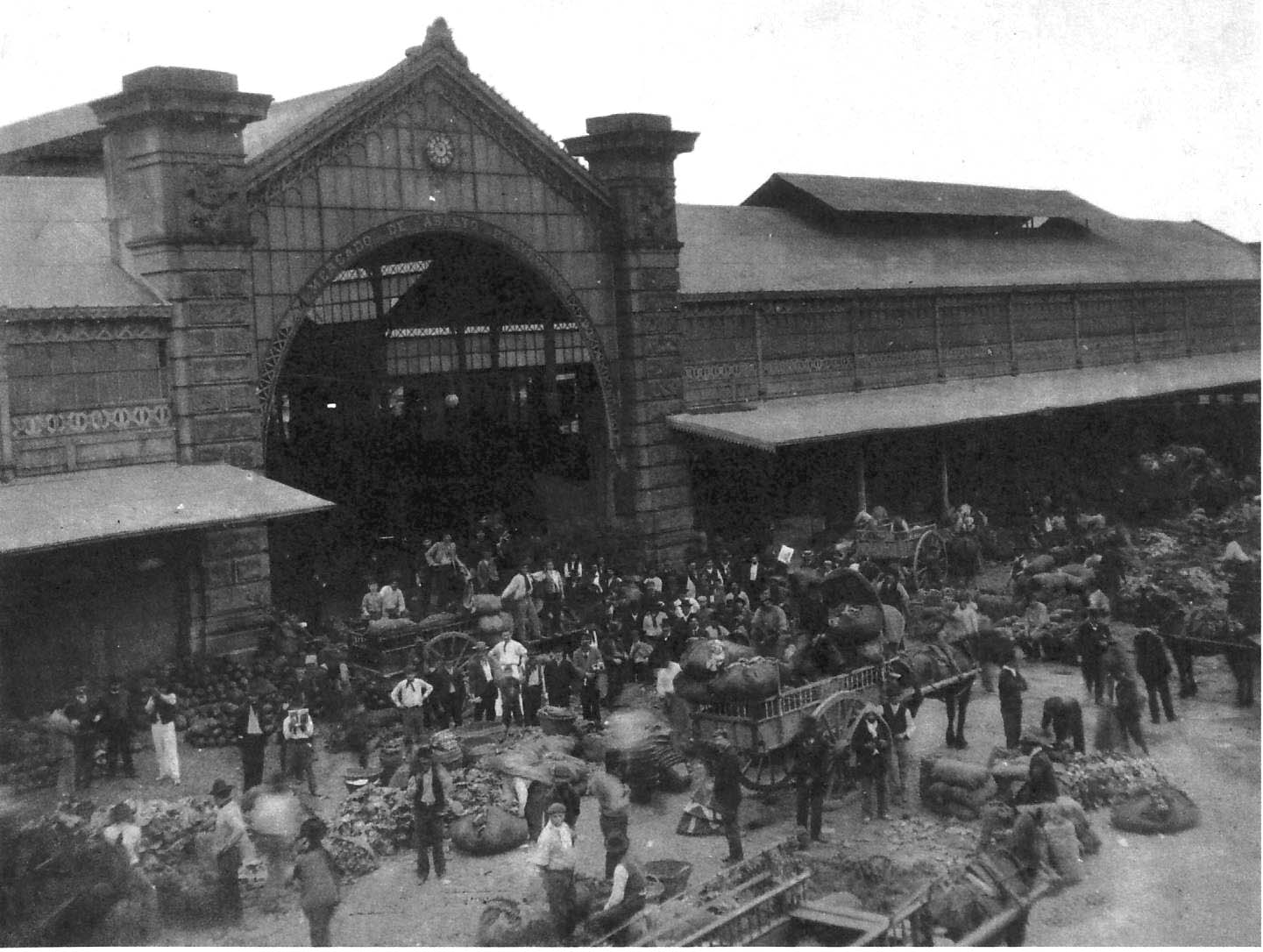
Mercado de Abasto em 1925

A construção inicial inspirou-se no Mercado Les Halles, de Paris.
Neste bairro há, como pontos turísticos, a casa de Carlos Gardel, o restaurante com a estátua de Gardel, e um grande Shopping Center (Shopping de Abasto) com entradas pelo metrô.